# Samoa Americana en los Juegos Olímpicos de Sídney 2000
Samoa Americana estuvo representada en los Juegos Olímpicos de Sídney 2000 por un total de cuatro deportistas, tres hombres y una mujer, que compitieron en tres deportes.
La portadora de la bandera en la ceremonia de apertura fue la atleta Lisa Misipeka. El equipo olímpico samoamericano no obtuvo ninguna medalla en estos Juegos.